# Rugby a 15 nel 1962

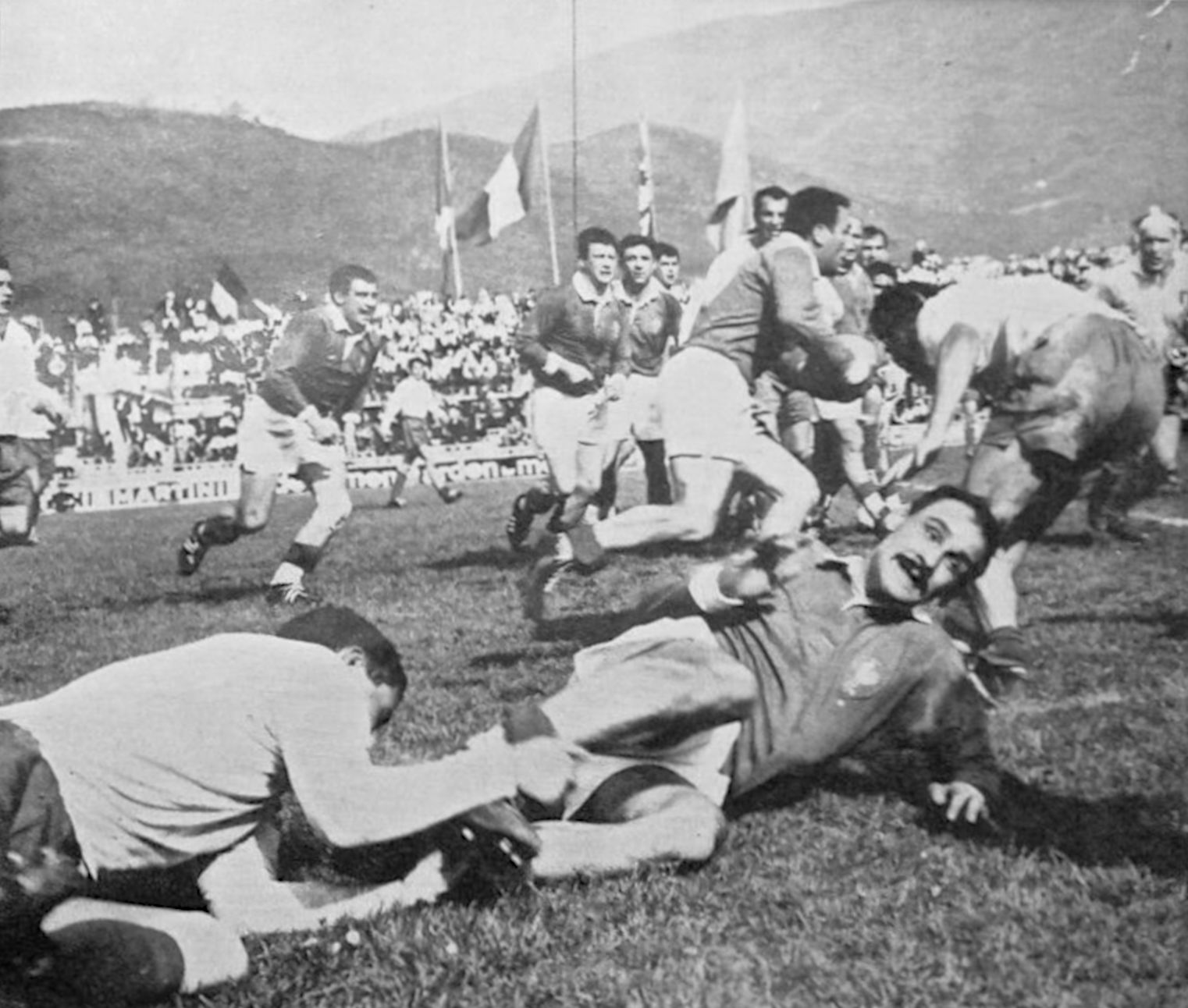
Una fase dell'amichevole fra Italia e Francia (3-6) a Brescia, 22 aprile 1962.

L'annata 1962 per il rugby a 15 va ricordata per:
- La vittoria della Romania sulla Francia (la seconda in tre anni)
- Il tour dei Lions in Sud Africa
- La Bledisloe Cup disputata per la prima volta con incontri in entrambi i paesi.

## Attività internazionale

### Altri Test match ufficiali
Spicca la vittoria per 3-0 della Romania sulla Francia.
| Arbitro: | Lacroix |

| |            | |
| c.p.:Penciu | Marcatori  | |
| 15.A. Penciu, 14.Paul Ciobanel, 13.M. Wusek, 12.Valeriu Irimescu, 11.Ion Sava, 10.Rene Chiriac, 9.Constantin Stanescu, 8.Radu Demian, 7.Mircea Rusu, 6.Viorel Morariu (c), 5.Vasile Rusu, 4.Cristache Preda, 3.Gheorghie Drobota, 2.Alexandru Ionescu, 1.A. Teofilovici | Formazioni | 15.Pierre Razat, 14.Michel Arino, 13.Guy Boniface, 12.Andre Boniface, 11.Claude Laborde, 10.Guy Camberabero, 9.Pierre Lacroix (c), 8.Henri Romero, 7.Roger Gensane, 6.Michel Crauste, 5.Maurice Lira, 4.Bernard Mommejat, 3.Francis Mas, 2.Jean Laudouar, 1.Amedee Domenech |

| Zeist 25 marzo 1962 | Paesi Bassi | 8 – 3 | Belgio |  |

| Barcellona 15 aprile 1962 | Spagna | 6 – 14 | Germania |  |

| San Paolo 1962 | Brasile | 13 – 5 | Uruguay |  |

| Bangkok 1962 | Thailandia | 18 – 17 | Malaysia |  |

### Test semi-ufficiali
| Malmö 7 ottobre 1962 | Svezia | 9 – 8 | Danimarca |  |

| Poznań 22 aprile 1962 | Polonia | 5 – 22 | Italia B |  |

| Digione 22 aprile 1962 | Francia B | 53 – 11 | Germania |  |

### Altri Test
| Barcellona 18 aprile 1962 | Spagna | 12 – 22 | Royal Air Force |  |

| Bruxelles 11 novembre 1962 | Belgio | 8 – 11 | Fiandre |  |

## La Nazionale italiana
Dopo l'abbandono di Bonifazi, torna a guidare la Nazionale Aldo Invernici con Aldo Farinelli al suo fianco: si riforma l'accoppiata degli anni 1955-56, quando l'Italia era arrivata a giocare a Twickenham. In Italia è finita l'epoca del dominio delle Fiamme Oro Padova e sta nascendo il periodo d'oro del Rovigo. La mediana della squadra è affidata ai giocatori della Partenope Napoli, Augeri e Fusco.
C'è però poco tempo per preparare le partite della nazionale ed a Brescia gli Azzurri sfiorano un successo clamoroso perdendo 3-6 con i francesi con una grande prova difensiva. Dopo la vittoria con la Germania, gli azzurri nulla possono contro la Romania di Alex Penciu, che di lì a poco avrebbe battuto nuovamente la Francia.
Da segnalare anche che lo stesso giorno di Italia-Francia, una seconda squadra azzurra si era recata in Polonia per un'amichevole.
| Arbitro: | Keenen |

|                     |           |                            |
| 23' c.p. Lanfranchi | Marcatori | 3' cp Boniface 25' m. Saux |

| Poznań 22 aprile 1962 | Polonia | 5 – 22 | Italia B |  |

| Arbitro: | Calmet |

|                                                                 |           |                                                                          |
| 3' c.p. Dannelberg 13' m. Schinkel tr. Dannenberg 78' m. Heupel | Marcatori | 16' m. Angioli 30' m. Ambron tr. Lanfrachi 43' m. Troncon tr. Lanfranchi |

| Arbitro: | Durand |

|                                               |           |                                         |
| 52. m. M.Rusu -- 54' m. Wusek 69' c.p. Penciu | Marcatori | 32' c.p. Lanfranchi 63' c.p. Lanfranchi |

## I Barbarians
Nel 1962 la squadra ad inviti dei Barbarians ha disputato i seguenti incontri:
| Northampton 1º marzo 1962 | East Midlands | 19 – 11 | Barbarians |  |

| Leicester 29 marzo 1962 | Leicester Tigers | 3 – 5 | Barbarians | Welford Road |

| Newcastle upon Tyne 17 novembre 1962 | Canada | 3 – 3 | Barbarians |  |

## Campionati nazionali
| Sudafrica            | Currie Cup               | non assegnata     |
| Nuovo Galles del Sud | Shute Shield             | Sydney University |
| Argentina            | Camp. di Buenos Aires    | CASI              |
|                      | Argentino                | Buenos Aires      |
| Francia              | Campionato               | Agen              |
|                      | Challenge Yves du Manoir | Mont de Marsan    |
| Inghilterra          | Campionato delle Contee  | Warwickshire      |
| Italia               | Campionato               | Rugby Rovigo      |
| Romania              | Campionato               | Grivitza Rosie    |
| Spagna               | Copa del Rey             | UE Santboiana     |